# Prunus ovalis
Prunus ovalis är en rosväxtart som beskrevs av Hipólito Ruiz López och Emil Bernhard Koehne. Prunus ovalis ingår i släktet prunusar, och familjen rosväxter. Utöver nominatformen finns också underarten P. o. nummularia.